# Bayeux-Stich

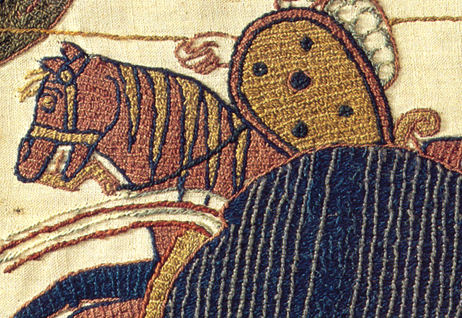
Details der Stickerei auf dem Teppich von Bayeux. Die Umrisse sind mit Stielstich ausgeführt; die Flächen mit Bayeux-Stich gefüllt.

Der Bayeux-Stich ist eine bestimmte Technik des Stickens, der insbesondere zum Füllen von Flächen verwendet wird und deshalb auch Überfangarbeit genannt wird. Seine Bezeichnung verdankt er dem aus der zweiten Hälfte des 11. Jahrhunderts stammenden Teppich von Bayeux, wo er neben dem Stielstich die dominierende Sticktechnik ist. Die Verwendung auf diesem Werk der Textilkunst ist aber eigentlich ungewöhnlich. Der Stich wurde ursprünglich bei der Stickerei mit Goldfäden entwickelt, da hier wenig Faden auf der Rückseite des Stoffes geführt wurde. Auf der Oberfläche des Stoffes entstand dagegen eine dichte Stickfläche.
Bei der Ausführung des Bayeux-Stichs werden die Fäden großflächig dicht nebeneinander innerhalb eines Umrisses gestickt. Danach werden die Fäden rechtwinklig in einem etwas größeren Abstand darüber gestickt. Mit kleinen Querstichen wird dann dieser darüber gelegte Faden befestigt. Dadurch entsteht ein sehr dichtes Fadengewebe, das sehr plastisch wirkt.

## Belege

### Einzelbelege
1. ↑   Hicks, S. 51 und S. 52
2. ↑   Rud, S. 12